# Bruck-Waasen
Bruck-Waasen è un comune austriaco di 2 317 abitanti nel distretto di Grieskirchen, in Alta Austria.